# Бистрих Микола Михайлович
Бистрих Микола Михайлович (нар. 14 (26) січня 1893, Мотовилиха, Пермська губернія, — 22 лютого 1939) — діяч ВЧК-ОГПУ-НКВД, комісар державної безпеки 3-го рангу (1935).

## Ранні роки
Народився в сім'ї токаря Мотовилихинського гарматного заводу. У 1907 році через травму батька змушений був кинути двокласне училище і піти працювати на завод. Під впливом працюючих на заводі більшовиків почав брати участь у підпільній діяльності. У 1912 році був заарештований за поширення «Правди», згодом заарештовувався ще двічі.
Після початку Першої світової війни призваний до армії, де став кулеметником, дослужився до старшого унтер-офіцера і був направлений в школу прапорщиків, але в червні 1917 року, як фахівець, був відряджений назад на завод. У жовтні вступив в РСДРП(б). Після Жовтневої революції був призначений начальником кулеметної команди червоногвардійського загону, потім співробітником бюро контррозвідки при Центральному штабі Червоної гвардії Пермі.

## В органах
У травні 1918 року почав працювати в Оханській повітовій ЧК Пермської губернії, потім переведений в Вятську губернську ЧК. У травні 1919 року став начальником активної частини особливого відділу 3-ї армії Східного фронту. 3 квітня 1920 призначений начальником особливого відділу Єкатеринбурзької губернської ЧК. У травні очолив особливий відділ 16-ї армії Західного фронту, а потім — особливий відділ 6-ї армії Кримського фронту.
За свідченнями очевидців М. М. Бистрих був людиною веселої вдачі, гострословом, люблячим співати українські пісні і фотографуватися в надуманих і гордовитих позах.
У листопаді 1920 року призначений начальником особливого відділу Кримської ЧК. Брав особливо активну участь у проведенні червоного терору в Криму як голова надзвичайної «трійки». Підписав сотні розстрільних вироків:
- В Джанкої: 4 грудня 1920 — 134 людини і 20 грудня — 41 чоловік;
- В Сімферополі: 22 листопада 1920 — 27 осіб, 24 листопада — 69 осіб;
- В Євпаторії — 8 грудня 1920 року — 122 особи.

У тому ж місяці провів операцію з арешту штабу Махно. Був нагороджений орденом Червоного Прапора, золотим годинником з написом «Чесному воїну Робітничо-Селянської Червоної Армії» та срібною шашкою з написом «Миколі Михайловичу Бистрих за хоробрість у боротьбі з ворогами Радянської республіки від Фелікса Дзержинського».
У січні 1921 року керував особливим відділом Харківського військового округу. З наступного року служив у центральному апараті ГПУ України, і 21 лютого 1923 очолив його Особливий відділ. Одночасно з листопада 1926 командував прикордонними військами ГПУ УРСР. Був нагороджений «Почесним знаком ВЧК-ГПУ».
У 1931 році призначений начальником Головного управління прикордонної охорони, і за сумісництвом — начальником Головної інспекції ОГПУ по міліції. У травні 1933 року направлений в Ташкент як заступник повноважного представника ОГПУ по Середній Азії. Був нагороджений другим орденом Червоного Прапора і другим «Почесним знаком ВЧК-ГПУ».
У наступному році повернувся в Москву на посаду головного інспектора прикордонної та внутрішньої охорони НКВС. У 1935 році отримав звання комісара державної безпеки 3-го рангу і був нагороджений орденом Червоної Зірки.
Після того, як наркомом внутрішніх справ став М. І. Єжов, посаду головного інспектора була скорочена як дублююча діяльність інших структурних підрозділів наркомату, і Бистрих був призначений заступником начальника Головного управління робітничо-селянської міліції НКВС.
22 жовтня 1938 був заарештований. 22 лютого 1939 був засуджений до смертної кари і розстріляний в той же день.